# Rocky Ford (Colorado)
Rocky Ford es una ciudad ubicada en el condado de Otero en el estado estadounidense de Colorado. En el Censo de 2010 tenía una población de 3.957 habitantes y una densidad poblacional de 912,12 personas por km².

## Geografía
Rocky Ford se encuentra ubicada en las coordenadas 38°3′1″N 103°43′22″O / 38.05028, -103.72278. Según la Oficina del Censo de los Estados Unidos, Rocky Ford tiene una superficie total de 4.34 km², de la cual 4.3 km² corresponden a tierra firme y (0.84%) 0.04 km² es agua.

## Demografía
Según el censo de 2010, había 3.957 personas residiendo en Rocky Ford. La densidad de población era de 912,12 hab./km². De los 3.957 habitantes, Rocky Ford estaba compuesto por el 74.91% blancos, el 0.51% eran afroamericanos, el 2.02% eran amerindios, el 1.21% eran asiáticos, el 0% eran isleños del Pacífico, el 17.49% eran de otras razas y el 3.87% pertenecían a dos o más razas. Del total de la población el 59.09% eran hispanos o latinos de cualquier raza.